# 익소난테스과
익소난테스과는 말피기아목에 속하는 속씨식물과의 하나이다. 목본 식물로 키가 90m에 달하는 종(Allantospermum borneense)도 있으며, 4~5개 속에 약 30여 종을 포함하고 있다.

## 하위 속
- Allantospermum
- Cyrillopsis
- Ixonanthes
- Ochthocosmus
- Phyllocosmus